# Кожамберды, Жакып Есимович
Жакып Есимулы Кожамберды (каз. Жақып Есімұлы Қожамберді; род. 26 февраля 1992, Джамбул) — казахстанский футболист, полузащитник клуба «Каспий».

## Карьера

### В сборной
18 февраля 2015 года состоялся дебют Кожамберды в национальной команде страны. Это была товарищеская встреча против сборной Молдовы, которая проходила в городе Анталья и завершилась со счетом 1:1.

## Достижения
«Тараз»
- Финалист Кубка Казахстана: 2013